# Drosophila fulvalineata
Drosophila fulvalineata är en tvåvingeart som beskrevs av Patterson och Wheeler 1942. Drosophila fulvalineata ingår i släktet Drosophila och familjen daggflugor.
Artens utbredningsområde är Arizona och New Mexico i USA.